# Groupama Aréna
Groupama Aréna – stadion piłkarski położony w stolicy Węgier, Budapeszcie. Stadion jest areną spotkań domowych zespołu Ferencvárosi TC oraz reprezentacji Węgier.
Obiekt został wybudowany w 2014 roku w miejscu dotychczasowego stadionu FTC - Albert Flórián Stadion.

## Plany przebudowy Albert Flórián Stadion i fazy budowy nowego stadionu
O przebudowie, a finalnie budowie nowego stadionu dla FTC, zaczęto mówić już na początku XXI wieku. Pierwsze dwie koncepcje, które zaprezentowano w latach 2008 i 2010 nie doczekały się realizacji. Dopiero trzeci projekt, opublikowany w 2012 roku, przeszedł do fazy realizacyjnej.
Pod koniec marca 2013 roku rozpoczęto wyburzanie trybun starego stadionu oraz przygotowano zaplecze budowy wokół terenu, na którym miał powstać nowy obiekt. Już 10 kwietnia 2013 rozpoczęto tworzenie fundamentów nowej areny.
Po roku, 31 marca 2014, bryła stadionu była praktycznie gotowa i rozpoczęto umieszczanie na nowych trybunach krzesełek (wyprodukowanych w Polsce).

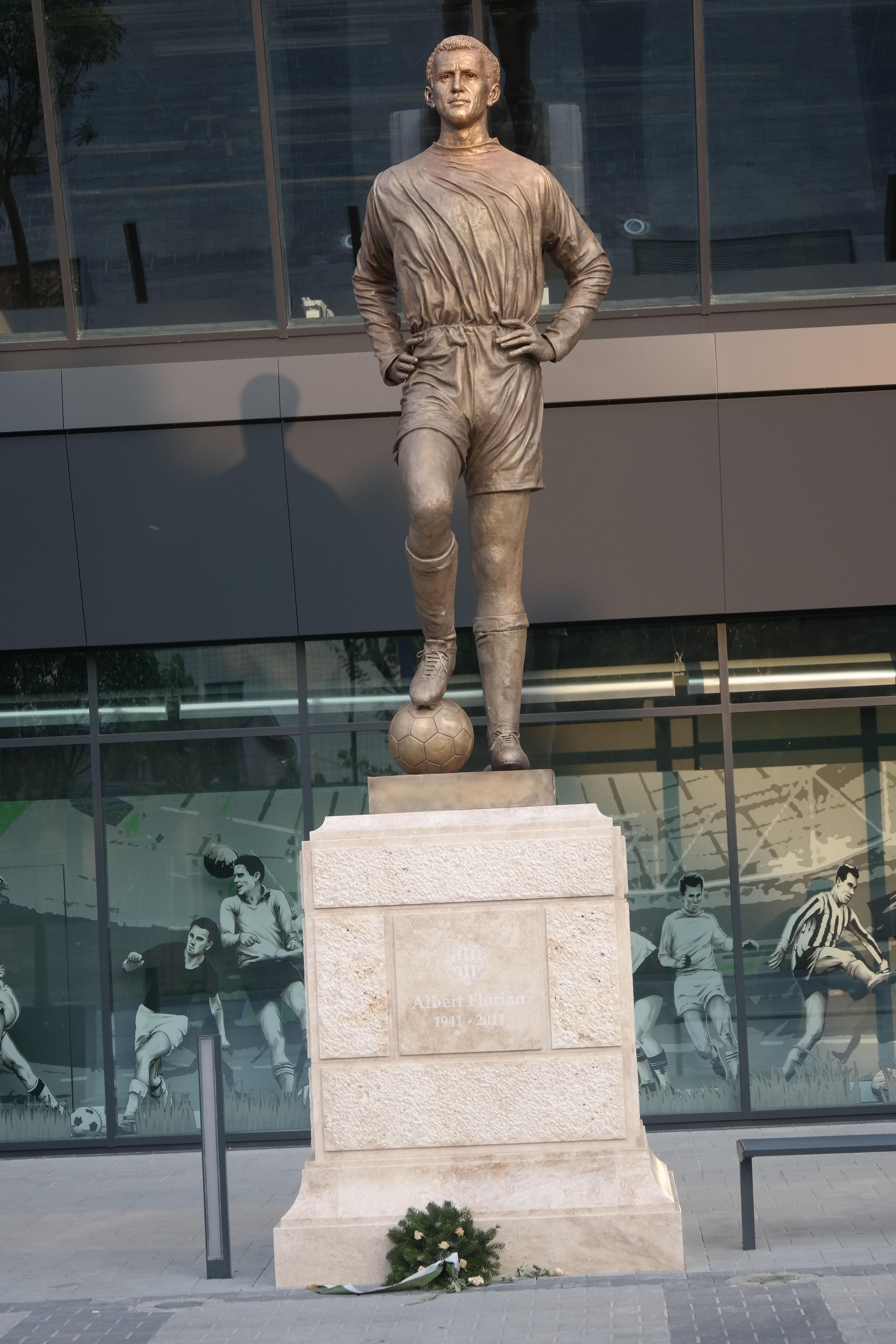
Pomnik Flóriána Alberta - legendy klubu stojący przed stadionem.

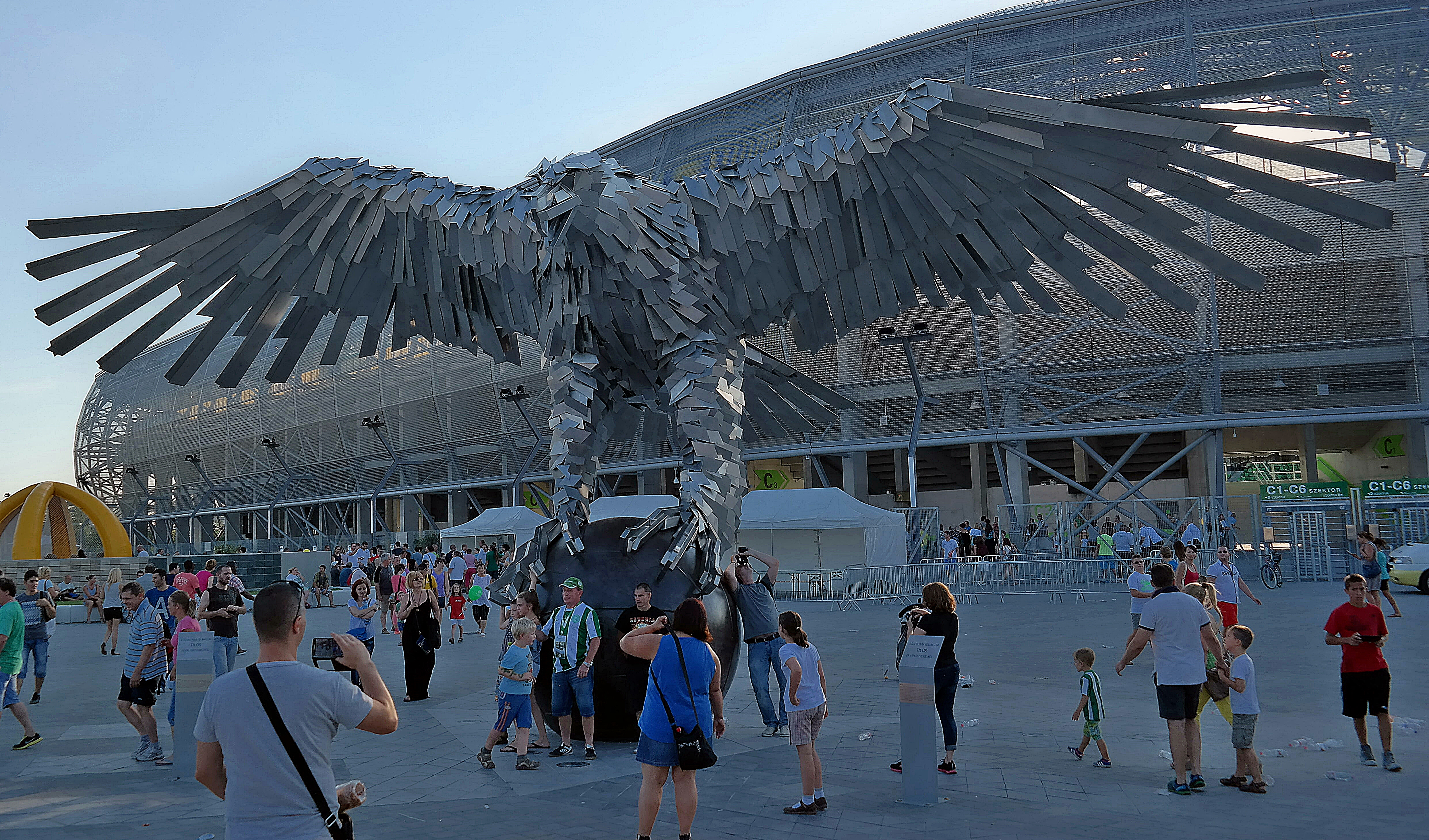
Statua orła, będącego symbolem klubu.

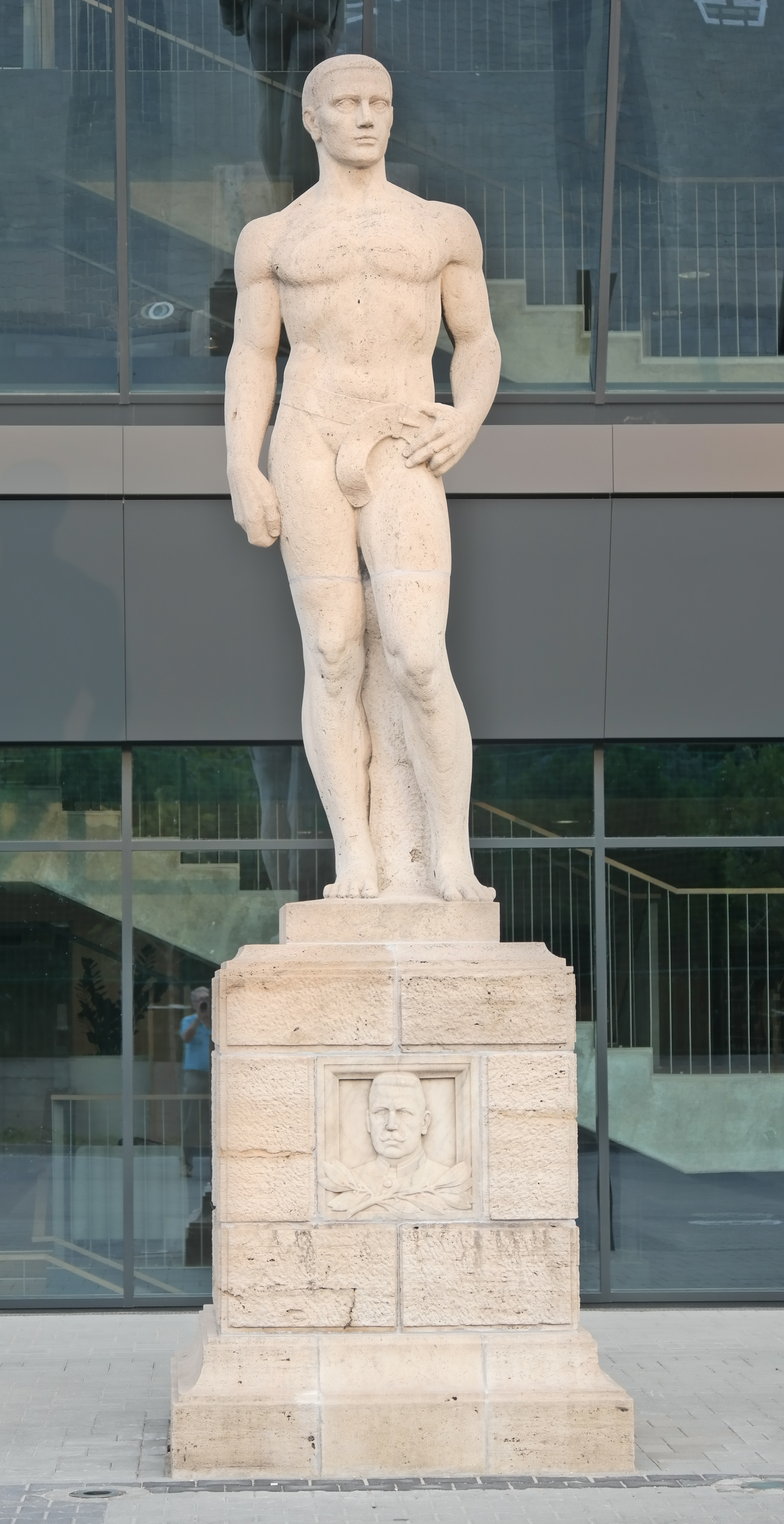
Pomnik doktora Ferenca Springera - pierwszego prezydenta klubu stojący przed stadionem.

## Mecze inauguracyjne
Faktycznym pierwszym meczem na Groupama Aréna było spotkanie oldbojów Ferencvárosi TC i Újpest FC (5:6), rozegrane 4 sierpnia 2014.
10 sierpnia 2014 rozegrany został oficjalny mecz otwarcia stadionu. Ferencvárosi TC podejmował w nim Chelsea F.C. Towarzyskie spotkanie zakończyło się porażką gospodarzy 1:2. Pierwszą oficjalną bramkę na Groupama Aréna zdobył dla FTC w 17. minucie meczu Zoltán Gera.
24 sierpnia 2014 rozegrany został pierwszy mecz ligowy: Ferencvárosi TC - Nyíregyháza Spartacus FC 3:1.
7 września 2014 rozegrany został pierwszy mecz reprezentacji narodowych. W meczu eliminacyjnym do Euro 2016 Węgry przegrały z Irlandią Północną 1:2.
20 maja 2015 roku rozegrany został pierwszy finał Pucharu Węgier: Videoton FC - Ferencvárosi TC 0:4
9 lipca 2015 rozegrany został pierwszy mecz europejskich pucharów (Liga Europy): Ferencvárosi TC - Go Ahead Eagles 4:1.

## Inne wydarzenia
22 maja 2017 na stadionie odbył się koncert Depeche Mode w ramach trasy Global Spirit Tour.
23 sierpnia 2017 na stadionie odbył się koncert Robbiego Williamsa w ramach trasy The Heavy Entertainment Show Tour.
Groupama Aréna (w nomenklaturze UEFA: Ferencváros Aréna) znajdował się wśród obiektów, który miał kandydować do organizacji Superpucharu Europy UEFA, jednak ostatecznie kandydatura nie została zgłoszona.
18 maja 2019 roku stadion będzie gospodarzem meczu finałowego Ligi Mistrzyń UEFA 2019. Obiekt został wybrany  przez UEFA z 6 kandydatur (bezpośrednim rywalem w ostatniej fazie była kazachska Astana Arena).

## Lokale i obiekty usługowe na terenie stadionu
Na terenie stadionu znajdują się: biura klubu Ferencvárosi TC, Fradi Múzeum - muzeum klubowe Ferencvárosi TC, Fradi Shop - sklep klubowy Ferencvárosi TC, kawiarnia i restauracja oraz przestrzenie biurowe i komercyjne.

## Nazwa stadionu
Nowy stadion nie zachował patronatu legendy FTC, Flóriána Alberta - od 2014 do 2021 roku obiekt nosi nazwę Groupama Aréna.